# Villa Angélica
Villa Angélica (Estación El Socorro) es una localidad del Partido de Pergamino, provincia de Buenos Aires, Argentina. Se ubica a la vera de la ruta provincial 32, a 26 km de la ciudad de Pergamino y a 9 km del límite con la provincia de Santa Fe, lindando con las localidades santafesinas de Peyrano, General Gelly y Cañada Rica.

## Un poco de Historia
Villa Angélica debe su nombre a la prima y esposa de su fundador Manuel Anselmo Ocampo, también fundador de Villa María, Córdoba).
Villa Angélica fue fundada en 1909.[Fuente: Libro. Historia del pueblo Villa Angélica, Luis María Libera Gil]
No obstante, el nombre de la estación, por la que se conoce al pueblo con el mismo nombre, El Socorro, proviene del tiempo de los indios. Había cada algunos kilómetros  un cañón en cada estancia, con cuyo estruendo de campo en campo se llamaba a San Nicolás, desde donde venía la "Partida" a defender los pobladores del malón. Fuente: Familia Calzada, viejos pobladores de El Socorro.

## Delegación municipal
- Delegada: Sra. Florencia Mileta / Tel: - (2715) El Socorro Bs. As.

## Radios de El Socorro
- http://fmelsocorro.com/

## Población
Cuenta con 1,144 habitantes (Indec, 2010), lo que representa un decremento del 4% frente a los 1,194 habitantes (Indec, 2001) del censo anterior.
| Gráfica de evolución demográfica de Villa Angélica entre 1991 y 2010 |
|                                                                      |
| Fuente: Censos nacionales del INDEC                                  |

## Ferrocarril
- El Socorro - Ramal: (Pergamino-Cañada de Gómez).

## Deportes
- El Socorro tiene un club (CLUB ATLETICO EL SOCORRO, CAES) que cuenta con un estadio de fútbol con 2 subdivisiones, y un estadio cerrado de vóley y básquet.

Villa Angélica cuenta también con el C.E.F (CENTRO EDUCACION FISICA) en el cual ofrecen enseñar:
Cabe destacar que este pueblo, fue, es y será en lo que respecta a los deportes, principalmente el fútbol, hijo de Juventud Obrera de Manuel Ocampo.
- Vóley
- Balonmano
- Fútbol

También por parte de la Municipalidad ofrece cancha de:
- Fútbol
- Cestoball.
- Vóley
- Tejo
- Atletismo
- Pileta olímpica.
- Básquet.
- Pelota Paleta
- Caminódromo.

También por otra parte cuenta con cancha de bochas.

## Centro de Jubilados
- El Socorro cuenta con un centro de pensionados y jubilados.

## Cultural
- En Villa Angélica se encuentra El centro cultural El Socorro en el cual hay un museo.

Cuenta con 1 asociación
- Asociación Española de Socorros Mutuos.

y una sociedad
- Sociedad Italiana Cristóbal Colón.
- El Socorro cuenta con 2 festivales de gran magnitud en la región, SocoRrock y la Fiesta de las colectividades.

## Biblioteca
- Cuenta con la biblioteca popular Melchor Echagüe que ofrece libros (antiguos y nuevos) y una amplia variedad de tecnología.

## Educación
Cuenta con el jardín de infantes n.º 903 Remedios de escalada, La escuela primaria n.º 24 Gral.Manuel Belgrano, El instituto comercial El socorro (I.C.E.S) que brinda educación secundaria, La escuela para adultos.
También cuenta con el centro educativo Complementario (C.E.C) que brinda ayuda escolar y almuerzo.

## Medios de Comunicación
Cuenta con dos medios de comunicación, una radio y un diario digital local que llevan la información a cada habitante de la localidad.
La emisora se puede escuchar desde cualquier parte del mundo a través de www.fmelsocorro.com
El medio digital se puede visualizar ingresando en www.diarioelsocorro.com.ar

## Monumento al Escudo Nacional con material reciclado

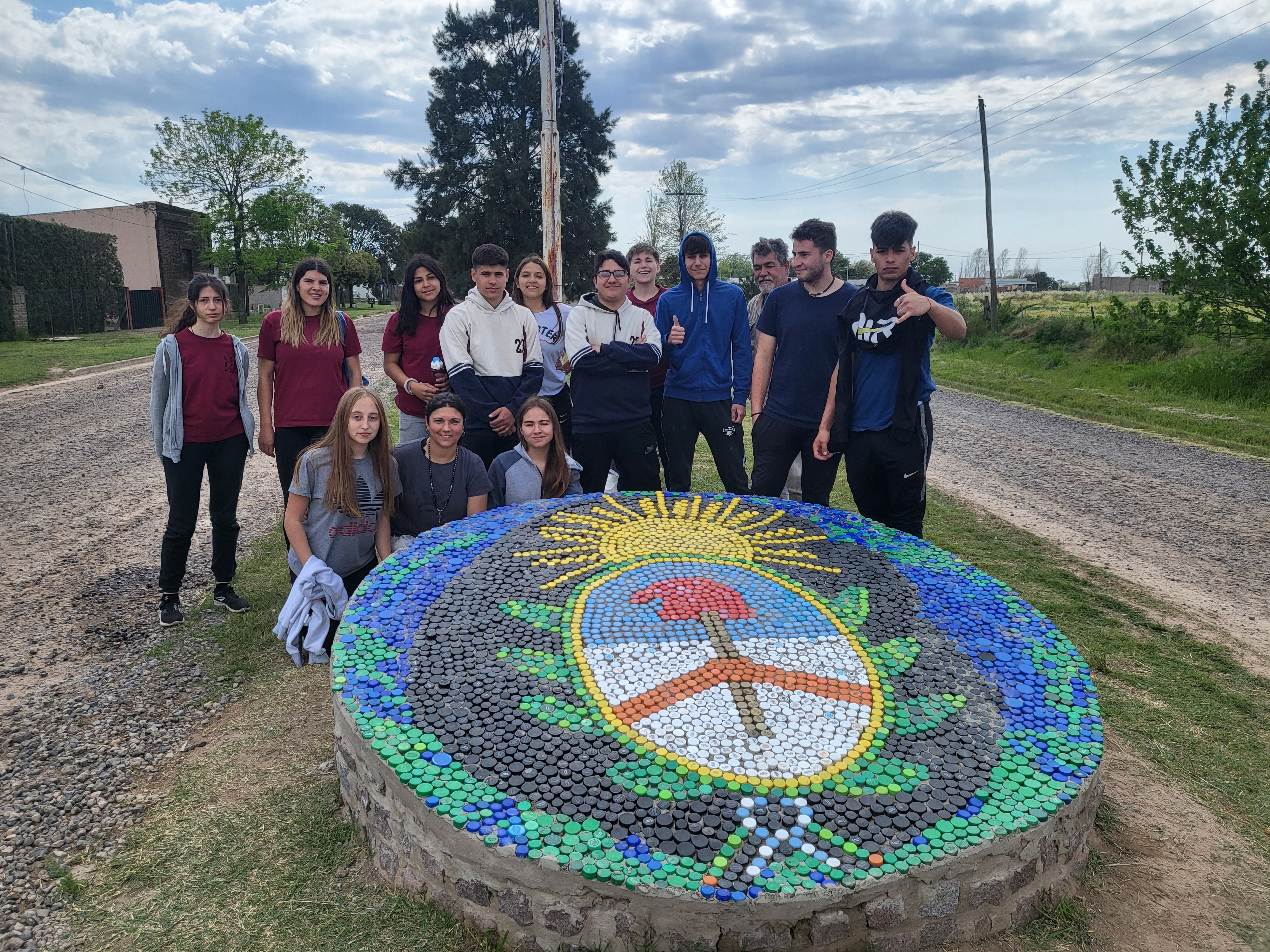

Monumento al Escudo Nacional, proyecto de reciclaje en articulación con la Delegación municipal y la EP N°24 "General Manuel Belgrano" a 210 años de su creación. En El Socorro hay un Escudo en proceso de restauración, un escudo con muchos años e historias. El mismo data de la época de la última dictadura militar. Las profesoras, Carina Armanino e Irina Tanzi, del Instituto Comercial El Socorro asistieron a una entrevista a mediados del mes de febrero con la delegada municipal María de las Nieves Maroevich para proponer el embellecimiento del Escudo situado en la plaza de El Reencuentro. La idea era recuperar este histórico monumento cuidando y preservando la integridad de nuestras tierras, de nuestro ambiente e implementando un proyecto de reciclado de tapas de diferentes productos y colores. A pesar de la gran idea, su ejecución no pudo ser llevada a cabo ya que el mismo estaba siendo atravesado por grandes raíces de árboles que lo rodeaban y esto conllevaría un gran trabajo para un grupo de estudiantes y profesores. Por este motivo, María de las Nieves Maroevich, propuso a las profesoras crear desde cero un nuevo escudo en la entrada de Villa Angélica, ubicada en bulevar A Colon y Francisco Ferreyra.
El 12 de marzo se iniciaron las actividades disparadoras en los distintos cursos. Los alumnos de 2° año pintaron dispensarios, que se colocaron en la entrada de la escuela para que en cada uno de ellos se dispongan las tapas recolectadas según el color correspondiente. Por otro lado, los alumnos de 3° año junto con la docente Johanna Gómez calcularon la superficie de la base y de las tapas, para así, con estos datos poder aproximarse a la cantidad de tapas necesarias para formular el proyecto.
La segunda etapa se remonta al 6 de junio, cuando los alumnos de 6.º año (ICES) plasman sus ideas a la práctica. Se comienza por idealizar y dibujar un boceto en tamaño real del escudo que en un futuro iba a ser plasmado en la base de cemento. Asimismo, ese día se hace una visita a la ubicación para remarcar con tiza el bosquejo anteriormente nombrado.
Durante el transcurso de los meses, las visitas fueron varias pero el proceso se inicia el 29 de agosto cuando se pegan las primeras tapas recolectadas. La participación fue colectiva y articulada ya que las tres instituciones trabajaron en conjunto para acelerar el proceso de construcción. Destacamos el apoyo de los empleados municipales Mario Manfredi y Marcelo Tomasello como también la de los alumnos de 5.º año primaria (EP N°24) 
La idea inicial de los colores plasmados era uniforme, de una misma tonalidad, pero eso se fue re modernizando ya que a consideración de la mayoría el Escudo debía reflejar los valores del reciclaje. Y es por eso que en el fondo se pueden visualizar varios tonos de tapas.
Sexto año ICES  dio su última visita el 10 de octubre, donde colocaron las tapas finales y dieron la forma que actualmente se observa en el sitio.
El Último aporte lo dieron los empleados municipales el 17 de octubre, que se acercaron al Escudo a colocarle una pastina selladora para darle el toque final al monumento. 
```
 
Alumnos/as de primaria 5.º:
```

- ALTAMIRANO ESTEBAN
- CASTRO GENARO
- CEBALLOS UMA F.
- CODARO ALEGRA
- ESQUIVEL TATIANA J.
- GARELLI FRANCISCO
- HEZMAN PABLO C.
- LIPPO YOZZI JUAN P.
- LOPEZ JAZMIN
- LORENZO BENICIO T.
- MANFREDI BENJAMÍN
- MANFREDI DONATELLA
- MONZON JOSELIN O.
- OREGGIONI LUCAS
- OSTOICH  VALENTIN S.
- PINEDA ISABELLA
- RUIZ RAMIREZ FERNANDA
- TRONCARO GUZMAN JUANA M.

```
DOCENTES A CARGO
```

MARIA ELSA MASNERI; ROMINA GOROSITO
```
DIRECTORA
```

GISELA SAGRETTI
```
 
Alumnos/as de secundaria 6.º:
```

- LIPPO QUIROZ JULIETA
- DIAZ MARIA
- GENZANO LUDMILA
- AVALOS CANDELA
- COLON ROSARIO
- LEGUIZA VALENTINA
- BURGUEÑO MORA
- BRANDANA LUCIO
- MUÑOZ ALDER
- ERCOLI LISANDRO
- AGOSTINI SANTIAGO
- MARTINEZ TOMAS

```
DOCENTES A CARGO
```

CARINA ARMANINO;MARIA VIOLETA SAMBRANO
```
DIRECTORA
```

MARIA CELESTE SAMBRANO